# 로리 배글리
로리 배글리(Lorri Bagley, 1973년 8월 5일 ~ )는 미국의 배우, 모델, 텔레비전 배우, 영화배우이다.
댈러스에서 태어났다.

## 영화
- 아이스 에이지 (2002년)
- 크루 (2000년)
- 트릭 (1999년)
- 미키 블루 아이즈 (1999년) - 앤트워넷 역
- 스튜디오 54 (1998년)
- 킹 핀 (1996년)